# Kent Bernard
Kent Bede Bernard, född 27 maj 1942 i Port of Spain, död 19 februari 2025, var en trinidadisk friidrottare inom löpning.
Bernard blev olympisk bronsmedaljör på 4 x 400 meter vid sommarspelen 1964 i Tokyo.